# Нью-Бостон (Огайо)
Нью-Бостон (англ. New Boston) — селище (англ. village) в США, в окрузі Сайото штату Огайо. Населення — 2297 осіб (2020).

## Географія
Нью-Бостон розташований за координатами 38°45′2″ пн. ш. 82°56′0″ зх. д. / 38.75056° пн. ш. 82.93333° зх. д. (38.750576, -82.933250).  За даними Бюро перепису населення США в 2010 році селище мало площу 2,95 км², з яких 2,88 км² — суходіл та 0,08 км² — водойми.

## Демографія
Згідно з переписом 2010 року, у селищі мешкали 2272 особи в 1065 домогосподарствах у складі 537 родин. Густота населення становила 769 осіб/км².  Було 1173 помешкання (397/км²).
Расовий склад населення:
| - 96,0 % — білих - 1,1 % — чорних або афроамериканців - 0,3 % — корінних американців - 0,3 % — азіатів |

До двох чи більше рас належало 2,1 %. Частка іспаномовних становила 0,9 % від усіх жителів.
За віковим діапазоном населення розподілялося таким чином: 22,7 % — особи молодші 18 років, 57,8 % — особи у віці 18—64 років, 19,5 % — особи у віці 65 років та старші. Медіана віку мешканця становила 40,3 року. На 100 осіб жіночої статі у селищі припадало 84,4 чоловіків;  на 100 жінок у віці від 18 років та старших — 75,7 чоловіків також старших 18 років.
Середній дохід на одне домашнє господарство  становив 29 692 долари США (медіана — 16 234), а середній дохід на одну сім'ю — 40 363 долари (медіана — 22 500). Медіана доходів становила 32 014 долари для чоловіків та 33 438 доларів для жінок. За межею бідності перебувало 41,3 % осіб, у тому числі 60,1 % дітей у віці до 18 років та 21,2 % осіб у віці 65 років та старших.
Цивільне працевлаштоване населення становило 506 осіб. Основні галузі зайнятості: освіта, охорона здоров'я та соціальна допомога — 39,3 %, мистецтво, розваги та відпочинок — 17,6 %, виробництво — 15,0 %.